# Kampung Apar
Kampung Apar is een bestuurslaag in het regentschap Pariaman van de provincie West-Sumatra, Indonesië. Kampung Apar telt 649 inwoners (volkstelling 2010).